# 梅が丘 (横浜市)
梅が丘（うめがおか）は、神奈川県横浜市青葉区の地名。「丁目」の設定のない単独町名である。住居表示未実施区域。

## 概要
横浜市青葉区西部に位置する。地域内は全域が東急によって開発された住宅街となっている。開発前は西八朔町、北八朔町の一部であったが、現在ではそれらは緑区、梅が丘は青葉区となっている。
地域内には横浜市立谷本中学校、日本たばこ産業中央研究所がある。
東は千草台、西はつつじが丘・さつきが丘、南は緑区西八朔町・北八朔町、北は藤が丘と接している。

## 地価
住宅地の地価は、2024年（令和6年）1月1日の公示地価によれば、梅が丘26番36の地点で23万9000円/m²となっている。

## 歴史

### 沿革
- 1966年（昭和41年）11月6日 - 土地区画整理事業（下谷本西八朔）[6]に伴い、港北区西八朔町、北八朔町の一部より、港北区梅が丘を新設[7]。
- 1968年（昭和43年）8月6日 - 土地区画整理事業（下谷本第二）[6]に伴い、下谷本町の一部を梅が丘に編入する[8]。
- 1969年（昭和44年）10月1日 - 港北区を再編し、緑区を新設。横浜市緑区梅が丘となる[9]。
- 1970年（昭和45年）2月26日 - 土地区画整理事業（西八朔第二）[6]に伴い、西八朔町、北八朔町、下谷本町の一部を梅が丘に編入する[10]。
- 1994年（平成6年）11月6日 - 港北区と緑区を再編し、青葉区と都筑区を新設。横浜市青葉区梅が丘となる[11]。

### 地名の由来
周辺に植物にちなんだ町名が周辺に多いことから、地元住民の要望により「梅が丘」と名付けられた。瑞祥地名。

### 町名の変遷
| 実施後 | 実施年月日      | 実施前（各町名ともその一部） |
| ------ | --------------- | ---------------------------- |
| 梅が丘 | 昭和41年11月6日 | 西八朔町・北八朔町           |

## 世帯数と人口
2025年（令和7年）6月30日現在（横浜市発表）の世帯数と人口は以下の通りである。
| 町丁   | 世帯数    | 人口    |
| ------ | --------- | ------- |
| 梅が丘 | 2,434世帯 | 5,250人 |

### 人口の変遷
国勢調査による人口の推移。
| 年                 | 人口  |
| ------------------ | ----- |
| 1995年（平成7年）  | 5,519 |
| 2000年（平成12年） | 5,494 |
| 2005年（平成17年） | 5,595 |
| 2010年（平成22年） | 5,389 |
| 2015年（平成27年） | 5,365 |
| 2020年（令和2年）  | 5,216 |

### 世帯数の変遷
国勢調査による世帯数の推移。
| 年                 | 世帯数 |
| ------------------ | ------ |
| 1995年（平成7年）  | 2,087  |
| 2000年（平成12年） | 2,051  |
| 2005年（平成17年） | 2,104  |
| 2010年（平成22年） | 2,121  |
| 2015年（平成27年） | 2,105  |
| 2020年（令和2年）  | 2,206  |

## 学区
市立小・中学校に通う場合、学区は以下の通りとなる（2024年11月時点）。
| 番地 | 小学校                   | 中学校             |
| --- | ------------------------ | ------------------ |
| 19〜22番地 23番地の16・210〜218 24番地 25番地の2・4〜5 25番地の13〜21・29〜31 25番地の33・41〜44 27〜31番地                   | 横浜市立藤が丘小学校     | 横浜市立谷本中学校 |
| 1〜18番地 23番地の1〜15・17〜209 25番地の1・3・6〜12 25番地の22〜28・32・34〜40 25番地の45〜46・48・50〜52 26番地、32番地以降 | 横浜市立つつじが丘小学校 | 横浜市立谷本中学校 |

## 事業所
2021年（令和3年）現在の経済センサス調査による事業所数と従業員数は以下の通りである。
| 町丁   | 事業所数 | 従業員数 |
| ------ | -------- | -------- |
| 梅が丘 | 80事業所 | 615人    |

### 事業者数の変遷
経済センサスによる事業所数の推移。
| 年                 | 事業者数 |
| ------------------ | -------- |
| 2016年（平成28年） | 54       |
| 2021年（令和3年）  | 80       |

### 従業員数の変遷
経済センサスによる従業員数の推移。
| 年                 | 従業員数 |
| ------------------ | -------- |
| 2016年（平成28年） | 442      |
| 2021年（令和3年）  | 615      |

## 施設
- 梅が丘天使幼稚園
- 横浜市立谷本中学校
- 日本たばこ産業中央研究所
- 梅が丘公園
- 梅が丘第二公園
- 梅が丘第三公園

## その他

### 日本郵便
- 郵便番号 : 227-0052[3]（集配局：青葉郵便局[22]）

### 警察
町内の警察の管轄区域は以下の通りである。
| 番・番地等 | 警察署     | 交番・駐在所   |
| ---------- | ---------- | -------------- |
| 全域       | 青葉警察署 | 藤が丘駅前交番 |